# Atari Games

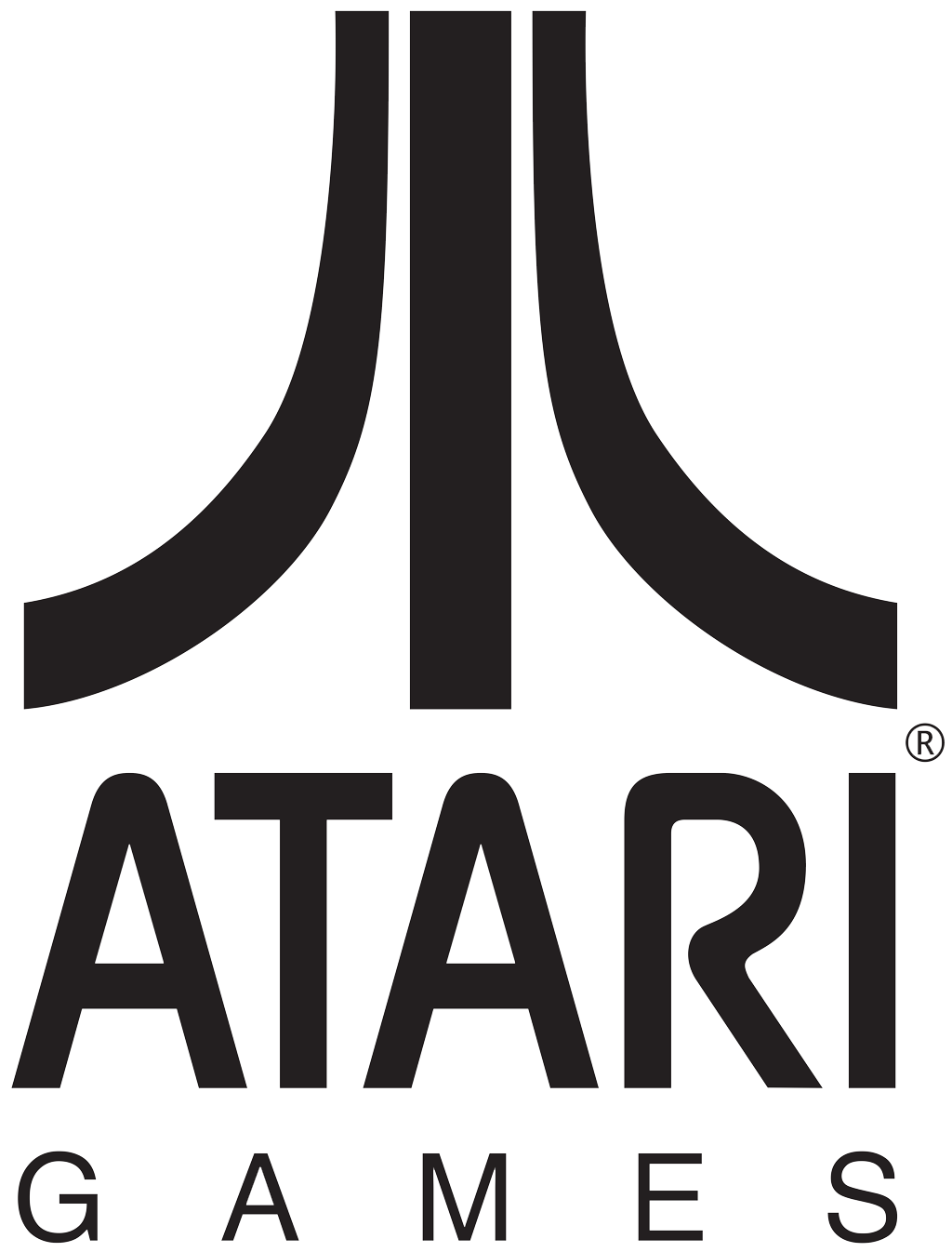

Atari Games was een Amerikaans bedrijf dat arcadespellen maakte en was oorspronkelijk deel van Atari.

## Geschiedenis
In 1984 verkocht Warner Communications de Atari Consumption-divisie aan Jack Tramiel. Deze afdeling bevatte de ontwikkeling van videospellen en videoconsoles. Hij veranderde de naam van Atari Inc. in Atari Corporation. Warner behield aanvankelijk de arcadespeldivisie en hernoemde deze naar Atari Games.
De overeenkomst tussen Tramiel en Warner bestond erin dat Atari Games nooit mocht afgekort worden tot Atari en altijd "Games" moest bevatten.

## Spellen (selectie)
- Klax
- San Francisco Rush 2049
- Tetris